# Havarti
Havarti (tidl. tilsiter) er navnet på en dansk fisket ost fremstillet af komælk. Skorpen er tynd, gullig og cremet – men bliver dog mere tør med tiden. Havarti er opkaldt efter Havarthigården i Holte.
Osten findes både som mild, lagret og gammel ost. Den produceres efter original opskrift på bl.a. Ny Nørup Mejeri i den traditionelle "rugbrødsform". Karise Mejeri, som ikke længere selv producerer ost, men er en ostehandel, får i eget navn fremstillet en havarti, som eksporteres til især Sverige og Tyskland, hvor den ofte sælges som stærk, gammel ost.

## Historie
Den danske havarti blev tidligere kaldt for "dansk tilsiter" efter den tyske ostetype tilsiter. Denne blev sandsynligvis skabt af hollandske ostemagere fra den mennonitiske trosretning (en særlig streng variant af protestantismen), der sammen med mennonnitter fra store dele af Vesteuropa udvandrede til Østpreussen og bosatte sig i Tilsit (nu Sovetsk). Tilsiter er i dag en af de mest populære, faste oste i Tyskland.
Den danske produktion begyndte i 1921, men fra 1950'erne begyndte den gradvist at blive mere og mere populær, indtil den i 1970 blev Danmarks vigtigste eksportost. Osten fik i 1952 navnet havarti, opkaldt efter Havarthigården nær Holte, hvor den danske ostepionér Hanne Nielsen havde sit virke i 1800-tallet. Trods Havarti-navnet blev ostetypen aldrig fremstillet på Havarthigården.
I 2009 søgte Dansk Landbrug om at få tildelt EU's Beskyttet geografisk betegnelse-mærke til den danske havarti for at beskytte ostens originalitet i stil med, hvordan Grækenland fik beskyttet deres feta-ost. Beskyttelsen er blevet tildelt i 2019.

## Flødehavarti
Den oprindelige havarti skal ikke forveksles med den ellers populære flødehavarti, der adskiller sig ved at være fremstillet af højpasteuriseret mælk. Dette bevirker, at de valleproteiner, der ellers ville være udskilt under fremstillingen, forbliver i ostemassen og derved højner udbyttet. En flødehavarti modnes som regel kun meget lidt, da de tilbageværende valleproteiner giver problemer (smagsfejl, udseende) ved længerevarende modning.